# Шахрияр (кратер)
Шахрия́р (лат. и англ. Shahryar) — 24-километровый ударный кратер на поверхности луны Сатурна — Энцелада. Координаты центра — 58°19′ с. ш. 227°30′ з. д. / 58,32° с. ш. 227,5° з. д. Кратер был обнаружен на снимках космического аппарата «Вояджер-2», а через некоторое время подробно снят зондом «Кассини-Гюйгенс». Этот кратер — седьмой по величине на Энцеладе, его диаметр составляет 24 км. Кратер Шахрияр практически таких же размеров как и кратер Синдбад, но несмотря на это, он не обладает куполообразной структурой, предполагается, что кратер не был подвержен воздействию релаксации поверхности после удара. Картер является молодым с геологической точки зрения. Название кратера получило официальное утверждение в 1982 году.

## Эпоним
Назван в честь Шахрияра — персонажа, описанного в сборнике народных сказок «Тысяча и одна ночь». Шахрияр — правитель, которому дочь его везиря Шахразада рассказывала сказки в течение 1001 ночи.